# Cássio Quereia
Cássio Quereia (em latim: Cassius Chaerea; 12 a.C. – 41) foi um membro da guarda pretoriana que esteve envolvido no assassinato do imperador romano Calígula.

## Biografia
Cássio serviu como jovem (adulescens) em 14 d.C. como centurião na legião estacionada no rio Reno sob o comando de Germânico. Durante o motim das legiões, ele teria sido advertido sobre maus-tratos ou por matar os que resistiam. Mais tarde, ele foi tribuno militar da guarda pretoriana em Roma. Existem relatos que afirmam que o imperador Calígula constantemente o humilhava por suas maneiras supostamente afeminadas. Como vingança, juntamente com seu colega de tribuna Cornélio Sabino, ele conspirou contra o imperador e em 24 de janeiro de 41, fez suas vítimas; assassinando também a mulher de Calígula, Milônia Cesônia e sua filha, Júlia Drusila.
Ele era contra a nomeação de Cláudio como sucessor de Calígula. No entanto, Cláudio tornou-se imperador e, sob a acusação de conspiração, Cássio acabou condenado à morte no mesmo ano.